# Marcel Lorenzoni
Marcel Lorenzoni (Poggio di Lozzi, Alta Còrsega, 1944 – Bastelica, 2000) fou un militant nacionalista cors.

## Joventut
Estudià uns anys odontologia a Marsella i lletres a Niça, però ho deixà per a allistar-se amb els paracaigudistes, arribant a sergent, pren el gust pel comandament i l'acció directa. Quan tornà a Còrsega es va barrejar en la lluita nacionalista. Així, amb un fusell de cacera, participà en els fets d'Aleria de 21 d'agost de 1975 sota comandament d'Edmond Simeoni. Condemnat per aquests fets a quatre anys de presó, el juny de 1976 aconsegueix fugir i passa a la clandestinitat. Poc després és detingut a París, acusat de posar una bomba a un dipòsit petrolier a Gennevilliers (Alts del Sena). Empresonat el desembre de 1976, es posa en vaga de fam i el 1977 és alliberat sota fermança, instal·lant-se a Bastelica.
El gener de 1980 participà en una operació contra militants del grup FRANCIA. Fa presoner el seu cap a Bastelica i amb un grup d'homes esfa fort a l'hotel Fesch d'Ajaccio, prenent com a ostatges tots els clients. Aviat fou assetjat per membres de la GIGN (Grup d'Intervenció de la Gendarmeria Nacional) i assaltat per la CRS (Companyia Republicana de Seguretat). En l'assalt va morir un CRS i dos ciutadans per error de les forces públiques.
Desautoritzat per François Santoni, finalment es va rendir al capità Paul Barril, paracaigudista com ell, amb la condició que els seus homes puguin sortir amb les armes. L'11 de febrer de 1981 fou condemnat per aquests fets a 4 anys de presó, però una nova vaga de fam el fa beneficiari d'una amnistia del govern de Pierre Mauroy als nacionalistes corsos, i és alliberat el 5 d'agost de 1981.

## Tasca agrària
Paral·lelament a la seva militància en el FLNC, participà en les reivindicacions agrícoles corses ocupant terres propietat de continentals i fundà PPCA (Productors de Porcs Corsos Associats) per tal de fomentar la indústria porcina i obtenir crédits. Va viatjar a Dinamarca i a Itàlia a la recerca de crèdits. Allí va contactar amb Lillo Lauricella, un promotor instal·lat a l'illa de Cavalho i relacionat amb la Màfia. Això li provocà novament la desautorització de Santoni. Aquests contactes, però, li permeteren la creació del Sindicat Cors de l'Agricultura, amb membres del qual ocupà la Cambra de Comerç, que fou destruïda per un atemptat poc després.

## Un terreny perillós
El 1991 participà en el segrest d'Aurélien Garcia, comissari de desenvolupament econòmic de l'illa, raó per la qual fou condemnat novament a tres mesos de presó. Alhora, es va veure implicat en l'assassinat de Robert Sozzi, militant del FLNC-Canal Històric, quan anuncià l'arribada d'un grup d'encaputxats a les Jornades Internacionals de Corte. Aquest assassinat provocà una profunda crisi interna en el moviment.
Arran de l'assassinat del prefecte Claude Érignac, la policia va descobrir al seu ordinador particular un projecte de reivindicació de la mort de Sozzi, així com una versió lleugerament modificada que fou distribuïda en una conferència de premsa clandestina. Arran d'això, va esdevenir secretari general d'A Cuncolta Naziunalista, vitrina legal del FLNC Històric, i el 1993 fundà un sindicat agrari encara més radical.

## Enduriment de la lluita
A començament dels 1990, gràcies al suport de François Santoni, cap incontestable del FLNC Històric, fou el cap d'operacions de la zona d'Ajaccio. Tanmateix, el 1996 va trencar amb Santoni i abandonà ANC per a fundar el seu propi moviment Per la Nació, que el 1998 esdevindrà Partit per la Independència. Alhora, endurirà la seva postura i es pronunciarà pel manteniment de les accions violentes.
El 10 de desembre de 1997 va participar amb el Comité de Defensa dels Agricultors Corsos dels locals de l'ODARC (Oficina de Desenvolupament Agrícola i Rural de Còrsega) per a protestar contra la decisió d'Alain Juppé de revisar les condicions d'obtenció de certs préstecs agraris. Aquest cop, Lorenzoni lliurà als manifestants el contingut d'una nota secreta del prefecte delegat a la policia corsa, Gérard Bougrier, reclamant a parís una investigació fiscal de diferents personatges, entre ells Lorenzoni. Aquesta nota fou usada com a pretext per a l'assassinat del prefecte Claude Érignac.
La participació de Lorenzoni en el fet no és exempt de polèmica, ja que havia tingut sota el seu comandament totes les activitats clandestines de la zona d'Ajaccio i coneixia perfectament els activistes de la zona de Cargèse, implicats en l'assassinat.
Poc després de la mort del prefecte, fou encausat per dos comunicats del misteriós grup Sampieru, que havia reivindicat l'atemptat contra la gendarmeria de Pietrosella el 6 de febrer de 1998, en el que van desaparèixer armes, entre elles la pistola MAS 9 mms, que provocà la mort d'Érignac. Tres setmanes més tard, el grup va anunciar la seva autodissolució. En el primer comunicat, on fa referència als ideals paracaigudistes i a la crisi porcina, l'assenyalen com a autor. Les dues cartes foren enviades el 21 de gener de 1998 a un periodista de París.
Tres dies després de la mort d'Erignac, fou arrestat per la DNAT (Divisió Nacional Antiterrorista), i a casa seva van trobar nombroses armes i explosius, encara que hom apunta que potser pertanyien al seu fill Petru Lorenzoni. Fou tancat provisionalment durant 18 mesos, i tot i que coneixia personalment alguns dels condemnats, com Alain Ferrandi, no es va poder demostrar la seva participació directa i fou alliberat el 6 d'agost de 1999. El mes següent fou cridat novament per la justícia a causa d'estralls provocats a una oficina de correus de Porticcio. El 3 de maig de 2000, a la revista Amnistia, es va declarar contrari al procés de Matignon.

## Una mort tràgica
Lorenzoni va morir el 24 de juny del 2000 a Vintusella, a 1.600 metres d'altitud, pròxima a l'estació d'esquí de la vall d'Ese, quan fou atacat pel seu fill Petru, de 22 anys, en un atac de demència. Ambdós van morir de les ferides mútues. Foren enterrats a Bastelica, i a la cerimònia de sepeli feta a la catedral de Sant Roc d'Ajaccio hi van anar mil persones.